# اسمز معکوس

طرح‌واره‌ای از یک سیستم گذرندگی وارونه (آب شیرین کن) ۱: جریان ورودی از آب دریا ۲: جریان آب تصفیه‌شده (۴۰٪) ۳: جریان تغلیظ شده (۶۰٪) ۴: جریان آب دریا (۶۰٪) ۵: مواد ته‌مانده (فاضلاب) A: پمپ فشار بالا B: پمپ گردش آب C: واحد اسمز به همراه غشا D: مبدل فشار

اسمز معکوس یا اسمز وارونه (یا گذرندگی وارونه) (به انگلیسی: Reverse Osmosis) فرایند تصفیه آبی است که در آن از فشار برای معکوس نمودن جریان اسمزی آب از درون یک غشای نیمه‌تراوا برای تولید آب خالص و حذف یون‌ها، مولکول‌ها و ذرات بزرگتر حل‌شده در آب استفاده می‌شود. اگر یک غشای نیمه‌تراوا بین دو محلول آب خالص و آب ناخالص قرار گیرد آب به صورت طبیعی و تحت خاصیت اسمزی از غلظت پایین‌تر به غلظت بالاتر جریان می‌یابد. این پدیده تا هنگامی که پتانسیل‌های شیمیایی دو طرف برابر گردند ادامه خواهد یافت. در حالت تعادل اختلاف فشار بین دو طرف غشا برابر اختلاف فشار اسمزی است. اگر فشاری برابر با اختلاف فشار اسمزی به محلول غلیظ‌تر اعمال گردد جریان آب قطع خواهد شد. در صورتی‌که فشار اعمال شده بیشتر از فشار اسمزی باشد، جهت جریان طبیعی آب، معکوس خواهد گردید.
این تکنولوژی در دستگاه‌های تصفیه آب خانگی نیز استفاده می‌شود.
در این روش آب با فشار از میان غشایی گذرانده می‌شود که نیترات و دیگر مواد معدنی و بسیاری از مواد شیمیایی و میکروارگانیسم‌ها (عمدتاً باکتری‌ها) را حذف می‌کند. نیم تا دو سوم آب پشت این غشا باقی می‌ماند که به عنوان آب پسمانده (Concentrate) دور ریخته می‌شود. می‌توان پسماند خروجی را مجدداً به سیستم بازگرداند تا در مصرف آب صرفه‌جویی شود. اگر پسآب خروجی که نیم تا دوسوم آب را تشکیل می‌دهد در یک سیکل چرخشی وارد شود می‌توان راندمان سیستم را افزایش داد.
همچنین بهترین روش نمک‌زدایی از آب‌های شور استفاده از فرایند گذرندگی وارونه می‌باشد، زیرا سیستم پیچیده‌ای نداشته و راهبری آن قابلیت کنترل بیشتری از دیگر روش‌ها دارا می‌باشد و با توجه به توسعه روش‌های پیشرفته تولید غشاهای پلیمری، به‌کارگیری این روش، توجیه بیشتری دارد.

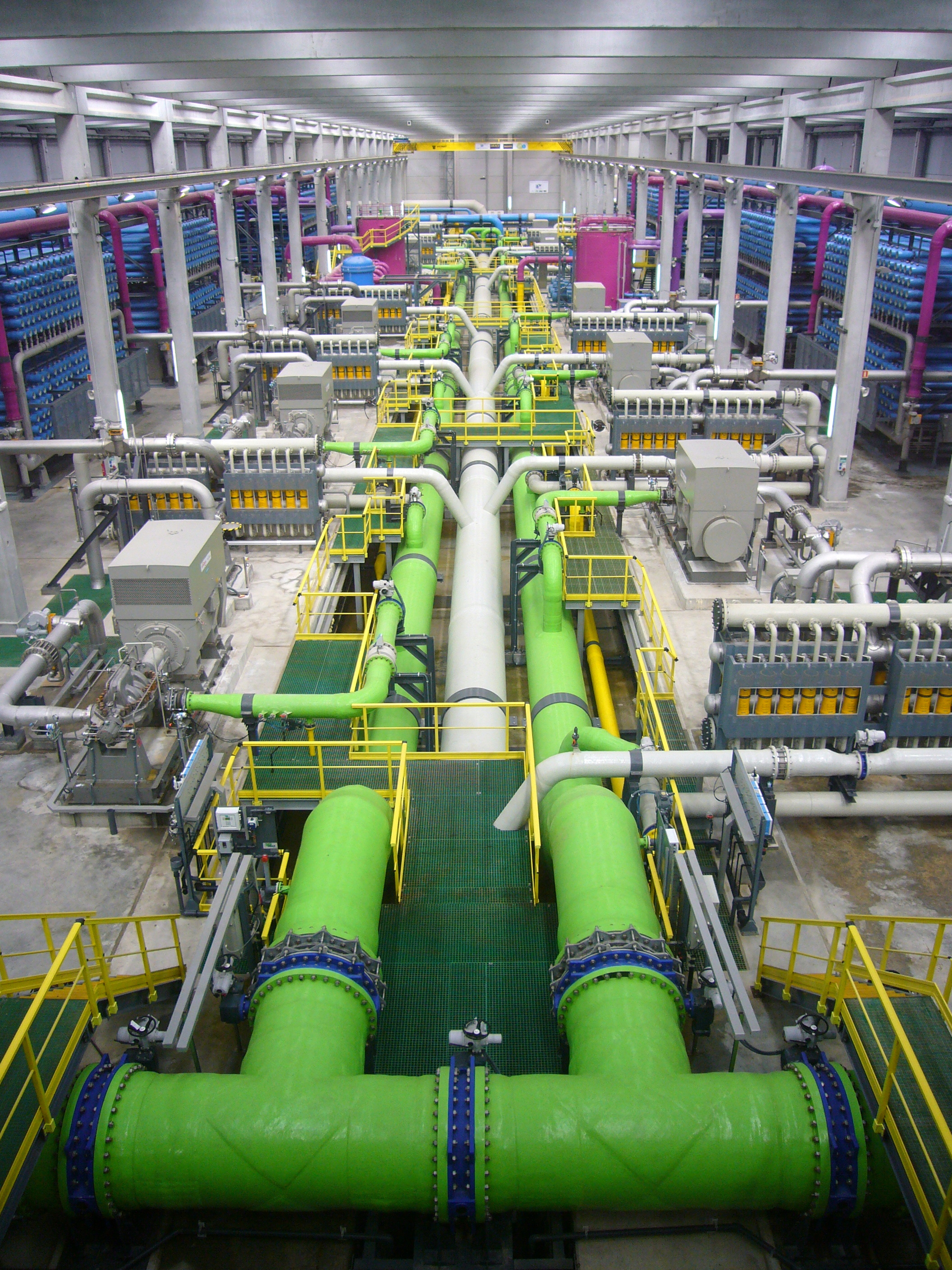
کارخانه آب شیرین کنی به روش گذرندگی وارونه

صنایع امروز برای تصفیه آب مورد استفاده در بخش‌های تولید بخار و فرایند خود از سیستم گذرندگی وارونه به فراوانی استفاده می‌کنند. اساس کار این دستگاه‌ها بر عبور مولکول‌های غیر یونی مثل آب از یک غشاء با روزنه‌های بسیار ریز بنا شده‌است. این غشاءها به صورتی ساخته شده‌اند که مولکول‌های خنثی را به آسانی از خود عبور می‌دهند. به همین دلیل آب ورودی به سیستم، که دارای املاح مختلف است به آب تقریباً خالص تبدیل می‌گردد. در سیستم گذرندگی وارون، جریان ورودی یا خوراک (Feed) به دو جریان آب تصفیه‌شده (Permeate) و پساب غلیظ (Concentrate) یا (Brine) تبدیل می‌شود. سیستم گذرندگی وارونه که به واسطه فیلتری که به آن ممبران یا غشاء گفته می‌شود عملیات جداسازی مولکول را انجام می‌دهد. به این صورت که غشاء یا لایه‌های به هم تابیده شده به دور یک لوله استوانه‌ای که بیشتر از جنس پلاستیک است با روزنه‌هایی که اندازه آن‌ها از یک ده هزارم میکرون کوچکتر هستند آلاینده‌های آب را جداسازی می‌کند. این آلاینده‌های آب شامل نیترات، انگل، باکتری، قارچ، سموم کشاورزی، نمک و دیگر املاح محلول آلوده‌کننده می‌باشند.

## اساس کار گذرندگی وارونه
فرض کنید دو ظرف، یکی حاوی آب نمک (۱) و دیگری حاوی آب خالص (۲) توسط یک لوله به یکدیگر متصل بوده و هر دو دارای ارتفاع مساوی از آب و در یک سطح قرار داشته باشند. جهت برقراری تعادل در غلظت یون‌های سدیم و کلراید از ظرف آب نمک، یون‌های نمک به صورت نفوذ مولکولی به ظرف آب خالص انتقال یافته تا تعادل غلظت بین هر دو ظرف برقرار گردد. اما اگر بین این دو ظرف و در مسیر جریان آب یک غشاء قرار گیرد که فقط اجازه دهد مولکول‌های آب از آن عبور کنند، یون‌های نمک اجازه عبور نخواهند داشت؛ لذا برای برقراری تعادل در غلظت، آب خالص از ظرف شماره (۲) به ظرف شماره (۱) انتقال می‌یابد و این عمل تا آنجا ادامه می‌یابد که افزایش ارتفاع حاصله در ظرف آب نمک، فشار مضاعف ایجاد کرده و اجازه انتقال آب از ظرف شماره (۲) به ظرف شماره (۱) را ندهد. این فشار را فشار اسمزی می‌گویند و تابعی از غلظت نمک در هر دو طرف غشاء می‌باشد.

## تاریخچه
فرایند اسمزی از طریق غشاهای نیمه‌تراوا ابتدا در سال ۱۷۴۸ توسط ژان آنتوان نولت ثبت شد. تا ۲۰۰ سال بعد، اسمز تنها پدیده ای بود که در آزمایشگاه مشاهده شد. در سال ۱۹۵۰، دانشگاه کالیفرنیا در لس آنجلس ابتدا آب نمک‌زدایی را با استفاده از غشاهای نیمه‌تراوا مورد بررسی قرار داد. محققان هر دو دانشگاه کالیفرنیا در لس آنجلس و دانشگاه فلوریدا در اواسط دهه ۱۹۵۰ از آب دریا، آب شیرین تولید می‌کردند، اما جریان به قدری کم بود که قابل تجاری‌سازی نبود.

## انتخاب غشاء
در سیستم گذرندگی وارونه غشاء یا ممبران مهم‌ترین و حساسترین قسمت دستگاه می‌باشد؛ زیرا فشار عملیاتی مورد نیاز ارتباط مستقیم با ضخامت غشاء و قطر سوراخ‌های آن دارد. همچنین غشاء به علت تماس مداوم با مواد شیمیایی افزوده شده به آب، بایستی مقاوم بوده و با مواد بازدارنده و ضد رسوب‌گذار و زیست‌کُش‌ها (Biocides) واکنش ندهد.
عوامل مؤثر برای مقایسه غشاءها عبارتند از:
- قطر سوراخ‌ها
- ضخامت
- مقاومت در برابر مواد شیمیایی
- افت فشار
- شرکت سازنده
- قیمت

سعی می‌شود که آب پیش از ورود به دستگاه گذرندگی وارون، حتماً تصفیه مقدماتی گردد.
به علت کیفیت بسیار عالی آب خروجی از سیستم گذرندگی وارونه امروزه بیشتر صنایع از این روش، به جای به‌کارگیری سیستم‌های تبادل یونی استفاده می‌کنند؛ زیرا مبادله‌کننده‌های یونی به علت مصرف زیاد مواد شیمیایی و رزین تبادل یونی، دارای هزینه راهبری و نگهداری زیادی می‌باشند.

## پمپ‌های فشار قوی
پمپ‌های فشار بالا فشار لازم برای عبور آب از غشا را فراهم می‌کنند. فشار لازم برای آب لب شور معمولی از ۱٫۶ تا ۲٫۶ مگاپاسکال (۲۲۵ تا 376 psi) است. در مورد آب دریا، فشار از ۵٫۵ تا ۸ مگاپاسکال (۸۰۰ تا 1180 psi) متغیر است. تأمین این فشار نیاز به مقدار زیادی انرژی دارد. در سیستم‌هایی که از بازیافت انرژی استفاده می‌شود، بخشی از کار پمپ فشار بالا توسط دستگاه بازیابی انرژی تأمین می‌شود، که سبب کاهش انرژی ورودی به سیستم می‌شود.

## تصفیه آب و فاضلاب

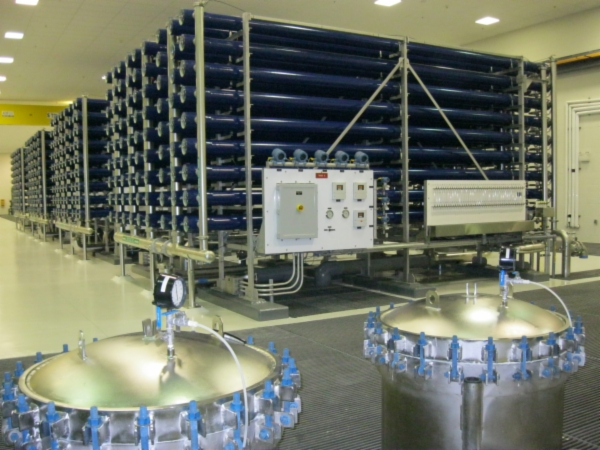
آرایه ای از فیلترهای گذرندگی وارون در یک کارخانه آب شیرین کن

تصفیه آب باران با روش گذرندگی وارونه برای آبیاری فضای سبز و مصارف سرمایش دستگاه‌های آب خنک در شهرهای بزرگ دنیا به عنوان راه حلی برای مشکل کمبود آب مورد استفاده قرار می‌گیرد.
در صنعت، در نیروگاه‌ها، گذرندگی وارونه مواد جامد حل‌شده را از آب دیگ‌های بخار حذف می‌کند. این کار رسوب‌گذاری را در تأسیسات کاهش داده و از خرابی آن‌ها جلوگیری می‌کند. رسوب‌گذاری داخل یا خارج لوله‌های دیگ بخار با کاهش کارایی آن و همچنین تولید بخار ضعیف، باعث تولید برق ضعیف در توربین می‌شود.
همچنین برای تمیز کردن پساب و آب‌های زیرزمینی لب‌شور از گذرندگی وارونه استفاده می‌شود. فاضلاب در حجم‌های بزرگ (بیش از ۵۰۰ متر مکعب در روز) ابتدا باید در یک تصفیه‌خانه پیش تصفیه شود و پس از آن پساب پاکیزه تحت سیستم گذرندگی وارونه قرار می‌گیرد. به این طریق هزینه تصفیه به‌طور قابل توجهی کاهش می‌یابد و عمر غشاء سیستم گذرندگی وارون افزایش می‌یابد.
فرایند گذرندگی وارون را می‌توان برای تولید آب دیونیزه استفاده کرد.
فرایند گذرندگی وارون برای تصفیه آب نیاز به انرژی حرارتی ندارد. دبی جریان سیستم‌های گذرندگی وارونه را می‌توان با پمپ‌های فشار بالا کنترل کرد. بازیابی آب خالص بستگی به عوامل مختلفی، از جمله اندازه غشاء، اندازه سوراخ‌های غشاء، دما، فشار عملیاتی و مساحت جانبی غشاء دارد.
آیا می‌توان هر منبع آب خامی را بصورت مستقیم به سیستم اسمز معکوس وارد کرد.؟
با توجه به تجربیات متخصصان حوزه و صنعت آب و فاضلاب در بعضی شرایط کیفیت آب خام ورودی به سیستم تصفیه اسمز معکوس مناسب ورود مستقیم به سیستم های تصفیه نمی باشد و می بایست یک تصفیه کمکی قبل از آن صورت پذیرد.
در این شرایط گزینه های متخلفی پیش رو متخصصان خواهد بود. سیستم‌های تصفیه فیزیکی از جمله زلال ساز و ته نشینی و یا سیستم های الترافیلتراسیون.
نکته ضروری و مهم در این انتخاب این است که برای همه شرایط نمی‌توان یک راهکار واحد ارائه نمود.
بنابراین پیشنهاد می گردد قبل از انتخاب نهایی راهکار مربوطه، مهندسین مسئول نسبت به بررسی دقیق همه شرایط اقدام نمایند و سپس از بین راهکارهای موجود ، بهترین راهکار را انتخاب کنند.
با توجه به نتایج مناسب و قابل قبول سیستم‌های اولترافیلتراسیون در بسیاری از پروژه های بزرگ و کوچک در سرتاسر دنیا، انتخاب و استفاده این سیستم قبل از واحدهای اسمز معکوس که نیاز به یک واحد کمکی و در واقع پیش تصفیه دارند رو به افزایش بوده بطوری که این سیستمها در حال بهبود عملکرد و کارآیی بوده و در آینده شاهد استفاده بیشتر و بیشتری از این واحدهای تصفیه خواهیم بود.
در این بخش یک پروژه نمونه را با هم بررسی خواهیم کرد.
```
سوال : در یک کارخانه تولید 
آمونیاک
 تنها منبع آبی موجود آب رودخانه کنار کارخانه است. سیستم پیش تصفیه این کارخانه زمانی طراحی و اجرا گردید که کیفیت آب رودخانه مشکلی نداشت و آب مورد نیاز کارخانه پس از تصفیه در واحد زلال ساز و ته نشینی و 
کربن فعال
 ، وارد سیستم اسمز معکوس میشد و آب صنعتی مورد نیاز تهیه می‌گردید.
```

اما در سال‌های گذشته کیفیت آب رودخانه بدلیل کاهش دبی ناشی از خشکسالی و آلودگی بیشتر ناشی از تخلیه فاضلاب تصفیه نشده به آن ، تغییر کرده و فشار زیادی به سیستم پیش تصفیه مخصوصا سیستم اسمز معکوس وارد شده است. به گونه ای که فیلترهای واحد اسمز معکوس زودتر دچار گرفتگی و از کارافتادگی می شوند و در نتیجه این فیلتر ها می بایستی زودتر تعویض شوند. این موضوع علاوه بر اضافه کردن هزینه های زیادتر، باعث ترس در عملکرد سیستم پیش تصفیه شده است. بنابراین مدیریت می بایست نسبت به انتخاب راهکاری برای جلوگیری از ایجاد مشکلات در آینده تصمیم بگیرد.
بنابراین پس از بررسی های زیاد و مشورت با متخصصان ، بهترین تصمیم اتخاذ شد.
بله
اضافه کردن یک واحد الترافیلتراسیون قبل از سیستم پیش تصفیه موجود برای بهتر کردن کیفیت آب ورودی و حذف آلاینده های سایز بزرگتر.
در این سیستم واحد اولترافیلتراسیون ذرات بزرگتر آلودگی را حذف کرده و بدین ترتیب باعث افزایش عمر فیلترهای واحد اسمز معکوس و همچنین افزایش بازده کل سیستم پیش تصفیه گردید.

## صنایع غذایی
علاوه بر نمک‌زدایی، گذرندگی وارونه یک فرایند ارزان‌تر برای افزایش غلظت مایعات غذایی (برای مثال آب میوه‌ها) نسبت به فرآیندهای معمول حرارتی است. با تحقیقاتی که روی افزایش غلظت آب‌پرتقال و آب گوجه‌فرنگی انجام شده‌است مزایای آن عبارت بوده‌اند از: هزینه عملیاتی پایین‌تر و توانایی اجتناب از فرایندهای نیاز به گرما که آن را برای مواد حساس به گرما مانند پروتئین‌ها و آنزیم‌ها که در اکثر محصولات غذایی موجود است مناسب می‌سازد.
از گذرندگی وارونه به‌طور گسترده‌ای در صنعت لبنی برای تولید پودر پروتئین وِی (Whey) و افزایش غلظت شیر (برای کاهش هزینه‌های حمل و نقل) استفاده می‌شود. در فراِیند ساخت پنیر، آب پنیر یا Whey (مایع باقی‌مانده پس از تولید پنیر) با استفاده از گذرندگی وارونه از غلظت ۶٪ مواد جامد محلول به ۱۰–۲۰٪ مواد جامد محلول (پیش از الترافیلتراسیون) تغلیظ می‌شود. پس از اتمام فرایند اولترافیلتراسیون می‌توان از پودرهای مختلف آب پنیر، از جمله پروتئین وِی ایزولات استفاده کرد. علاوه بر این، خروجی رقیق (Permeate) فرایند اولترافیلتراسیون که حاوی لاکتوز است، توسط گذرندگی وارونه از ۵٪ جامد تا ۲۲–۱۸٪ جامد تغلیظ می‌شود تا هزینه‌های کریستال‌سازی و خشک کردن پودر لاکتوز را کاهش داد.